# Markus Klotz
Markus Klotz (* 23. Februar 1982 in Braunschweig) ist ein deutscher Basketballspieler.

## Laufbahn
Der 2,05 Meter große Klotz, der als Power Forward sowie Innenspieler zum Einsatz kam, spielte bei der SG Braunschweig. Dort gelang ihm der Sprung in die 2. Basketball-Bundesliga. 2003 verließ er die SG und wechselte zum SVD 49 Dortmund in die Regionalliga. 2006/07 war er mit Dortmund in der 2. Bundesliga vertreten.
Später spielte Klotz beim ETB SW Essen, mit dem er 2007/08 in der 2. Bundesliga ProB und 2008/09 in der 2. Bundesliga ProA antrat. 2010 wechselte er zu den VfL AstroStars Bochum in die Regionalliga. Später war Klotz Mitglied der Essener Mannschaft DJK Adler Frintrop, ebenfalls in der Regionalliga. Er übernahm bei der Mannschaft auch das Amt des Co-Trainers.